# Геолог
Геолог је научник који се бави проучавањем Земље, њеним настанком и процесима који су је обликовали, као и изучавањем састава и структуре Земље. Својим изучавањем, геолог доприноси науци геологији.
Геолози у својим проучавањима примењују и друге науке као што су: физика, хемија, биологија и др. Поредећи их са другим научницима, геолози су више изложени теренском раду него лабораторијском, што је и природно с обзиром на предмет проучавања - Земљу.
Геолози су укључени у истраживања која се тичу проналажења метала, нафте, грађевинског камена и других природних ресурса. Такође, они су у првим редовима приликом изучавања и предвиђања природних хазарда и катастрофа, изучавајући земљотресе, вулканске активности, цунамије, поплаве, клизишта, одрони и др, а резултати њиховог изучавања се користе за упозоравање јавности на могућност тих појава као и њихове размере. 
Климатске промене у историји Земље, које су геолози забележили, користе се при савременим изучавањима промене климе. 
Геолошка истраживања се обављају и за потребе грађевинарства, а резултати геолошких истраживања за пројектовање мостова, путева, аеродрома, брана, тунела, цевовода, електрана, зграда и других грађевинских објеката.
Ако је предмет проучавања постанак и изучавање других планета а не Земље, научник који се тиме бави је планетарни геолог.

## Образовање
Образовање геолога почиње стицањем неопходних знања из хемије, физике, математике, а зависно од усмерења и биологије. На геолошким катедрама изучавају се различити геолошки предмети као што су: геоморфологија, минералогија, петрологија, структурна геологија, хидрогеологија, геофизика. Поред тога, геолози се обучавају техникама картографије, нацртне геометрије, геодезије, даљинске детекције и геолошког картирања.

## Каријере у геологији
Професионални геолози су обично запослени у широком дијапазону владиних служби, приватних фирми, непрофитним и академским институцијама. Локалне, регионалне и националне власти упошљавају геологе различитих профила како би уз њихову помоћ процењивали и вршили просторно планирање и развој инфраструктуре, предузимали грађевинске захвате, водили одговорну еколошку политику, обављали припреме за умањивање ефеката природних катастрофа и вршили истраживања и процену количина природних ресурса.